# Max Kehl
Max Kehl (* 1940; † 18. September 2002 in Zürich) war ein Schweizer Koch.

## Leben und Wirken
Max Kehl wuchs zusammen mit seinem Halbbruder Jürg Randegger, dem späteren Kabarettisten und Fernsehmoderator, im Zürcher Stadtkreis Enge auf. Seine Kochlehre absolvierte er im Zürcher Hotel Baur au Lac. Nach Stationen in Frankreich und ersten eigenen Betrieben, eröffnet er 1978 unterstützt von seinem Lebenspartner Claes Sivertzen das «Chez Max» an der Seestrasse in Zollikon. Kehl setzte auf marktfrische Produkte und führte in der Schweiz die Nouvelle Cuisine ein. Zusammen mit Frédy Girardet in Crissier und Hans Stucki in Basel gehörte Kehl in den achtziger Jahren zu den radikalen Erneuerern der Schweizer Gastronomie.
1991 taufte er sein Lokal in Chez Max – Les vacances um und setzte auf einfachere und preisgünstige Gerichte. 1992 wurde das Inventar versteigert, Chez Max geschlossen. Kehl arbeitete fortan als Berater und als Direktor eines Luxushotels auf Barbados.
Durch Kehls Schule gingen Gastronomen wie der Punktekoch Beat Bolliger oder der Fernsehkoch Erik Haemmerli.